# Missionsprokur
Eine Missionsprokur ist innerhalb vieler Ordensgemeinschaften die Verbindungsstelle zwischen den Generalaten bzw. Provinzialaten, den Missionsstationen sowie den Freunden, Spendern und Interessierten an der Missionsarbeit der jeweiligen Ordensgemeinschaft. Dadurch ist sie Anlaufstelle für Anträge um Kostenübernahme für verschiedene Projekte im sozialpastoralen Bereich. Ebenso gehört zu ihren Aufgaben, Kontakt- und Informationsstelle für Gemeinden, Gruppen, Schulen, Einzelpersonen, Organisationen und anderen Einrichtungen zu sein. Meistens ist die Missionsprokur auch die Vertriebsstelle für einschlägige Zeitschriften und Informationsblätter.
Bekannte Missionsprokuren sind zum Beispiel:
- Missionsprokur der Benediktinerkongregation von St. Ottilien
- Missionsprokur der Dominikanerinnen in Schlehdorf
- Missionsprokur der Don-Bosco-Schwestern in Essen
- Missionsprokur der Franziskanerinnen von Reute
- Missionsprokur der Jesuiten in Nürnberg (für die Bundesrepublik), in Wien (für Österreich) und in Zürich (für die Schweiz)
- Missionsprokur der Kapuziner in Münster
- Missionsprokur der Karmeliten
- Missionsprokur der Oblaten des hl. Franz von Sales in Jülich
- Missionsprokur der Pallottiner in Brüssel
- Missionsprokur der Salesianer Don Boscos in Bonn (für die Bundesrepublik), in Wien (für Österreich) und in Beromünster (für die Schweiz)
- Missionsprokur der Spiritaner in Dormagen
- Missionsprokur der Steyler Missionare in Sankt Augustin (für die Bundesrepublik), in Mödling (für Österreich) und in Steinhausen (für die Schweiz)